# 高官镇 (献县)
高官镇，原为高官乡，是中华人民共和国河北省沧州市献县下辖的一个乡镇级行政单位。2020年7月，撤乡设镇。区划代码改为120929108。

## 行政区划
高官镇下辖以下地区：
大许村、徐村、前孟村、后孟村、西高官村、陈高官村、柳高官村、齐高官村、郝高官村、蒋高官村、徐留高村、南韩村、支家坞村、唐庄子村、刘庄子村、卢屯村、崔尚庄村、李尚庄村、刘尚庄村、郭尚庄村和学礼村。